# Conops ceriaeformis
Conops ceriaeformis là một loài ruồi thuộc chi Conops trong họ Conopidae. Ấu trùng của chúng ký sinh trên ong và ong bắp cài. The fly is scarce in the United Kingdom.